# 新年

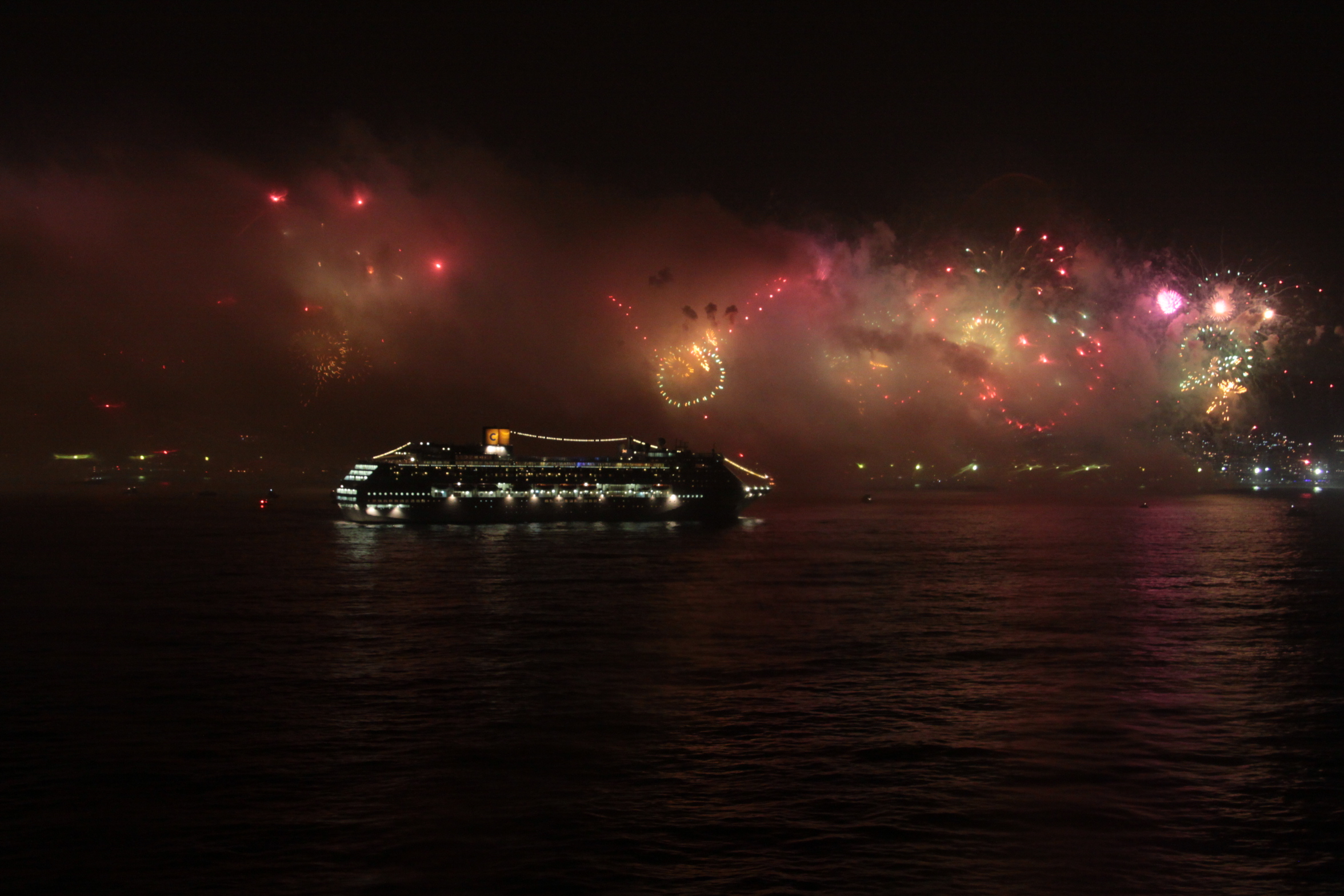
巴西里約熱內盧慶祝新年前夕

新年是指曆法新循環開始。不同地方都會按照各自習俗慶祝新年。在陽曆，新年元旦日是指1月1日，在格里曆及其前身儒略曆皆同。不少國家都會定新年為全國假期，美國、英國等列1月1日為法定假期。在漢字文化圈的中國大陸、香港、澳門、臺灣、越南、大韓民國和朝鮮民主主義人民共和國，西曆元旦日和農曆新年同樣都列為假期。

## 各地新年

### 西曆1-4月
- 1月1日 - 元旦

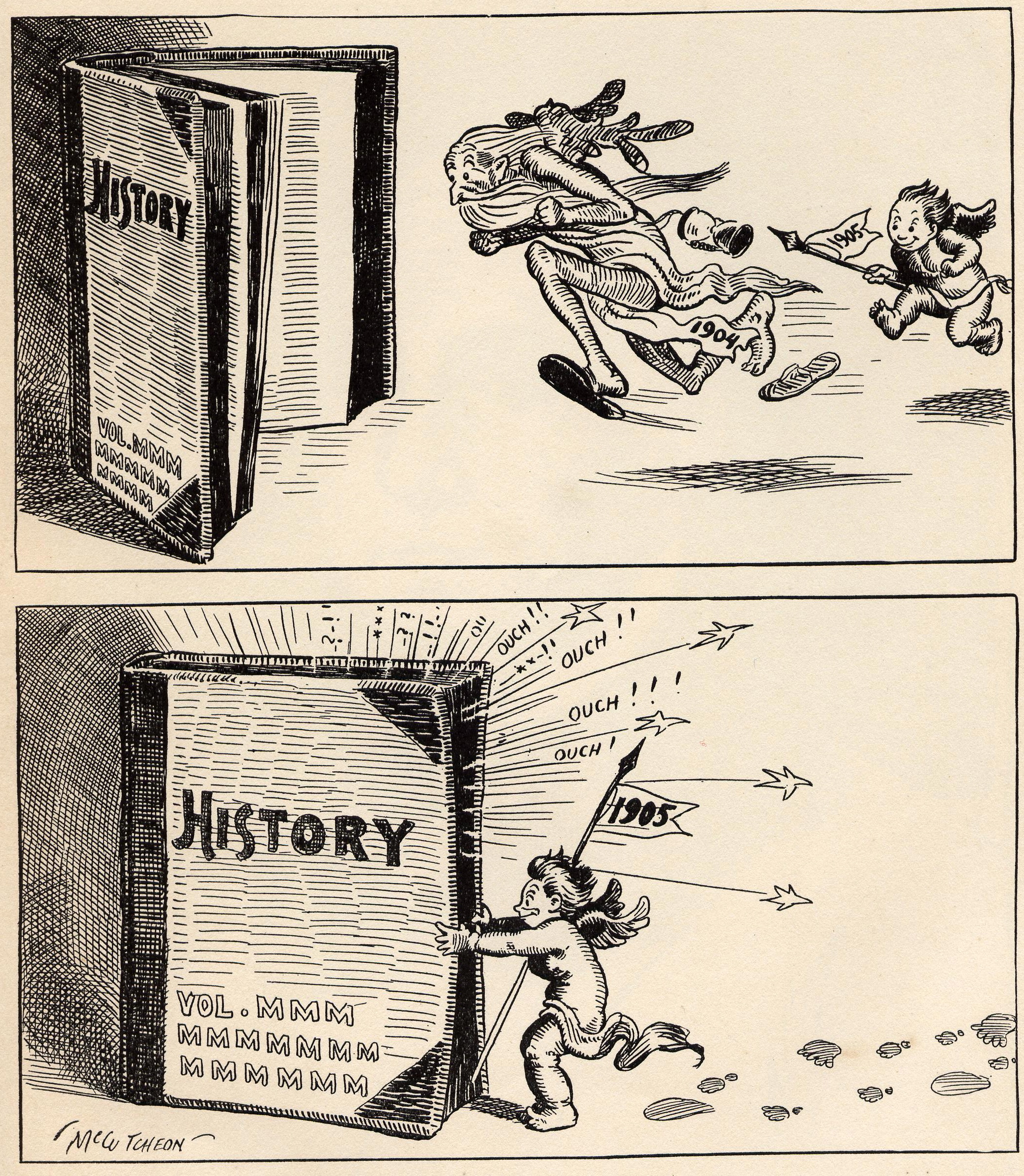
代表新的一年到來的一個漫畫，畫中日期爲1904至1905的新年

- 農曆新年（大中華地區、朝鮮、越南），農曆正月初一，在西曆1月底至2月中。中國自宋朝俗稱正月朔日元旦為新年。[2]
- 藏曆新年，由1月到3月
- 中古美洲新年，2月23日[3]
- 巴比倫新年[4]
- 印度新年，於3-4月慶祝
- 錫克教曆法新年，3月14日
- 伊朗新年，3月20或21日，春天伊始。
- 巴里新年，3月底
- 烏加迪，3月-4月
- 克什米爾新年，3月19日
- 印度曆新年，3月-4月，與烏加迪相同
- 信德省新年
- 泰勒瑪新年，大約為3月20日開始，但多數4月10日慶祝[5]
- 亞述人新年，4月的第一日

### 4月中
不少南亞國家曆法中，4月13-15日是新年，意味春天開始
- 泰米爾新年，4月13或14或15日
- 旁遮普、錫克新年，4月14日
- 尼泊爾新年，4月12-15日
- 馬提亞新年，4月12-15日
- 阿森新年，4月14-15日
- 孟加拉新年，4月14-15日
- 奧里亞新年，4月14日
- 梅泰新年，4月14日
- 僧伽羅人新年，日子不定，2009年為4月13日
- 馬來亞新年，4月中
- 西圖魯新年，4月14或15日
- 潑水節，4月13-15日

## 新年 (不同國家)
- 柬埔寨新年
- 農曆新年
- 埃塞俄比亞新年
- 伊斯蘭新年
- 日本新年
- 猶太新年
- 朝鮮新年
- 馬提尼克新年
- 波斯新年
- 泰國新年
- 越南新年